# Berberosaurus
Berberosaurus („Berberský ještěr“) je rod abelisauroidního teropodního dinosaura, který žil na území dnešního Maroka v období spodní jury (stupně Pliensbach a Toark, asi před 185 miliony let).

## Objev
Berberosaurus je dosud nejstarším a nejprimitivnějším známým abelisauroidem a byl popsán na základě nekompletních poskraniálních pozůstatků objevených v pohoří Velký Atlas. Fosilie nedospělého (subadultního) typového exempláře byly zevrubně prozkoumány až při sérii expedic do pohoří Atlas na počátku desetiletí. Jak se zjistilo v průběhu výzkumu, fosilie byly poznamenány pozdější tektonickou aktivitou.

## Popis
Berberosaurus se pohyboval jako téměř všichni ostatní teropodi po dvou zadních končetinách. Nepatřil k velkým teropodům, jeho stehenní kost měřila odhadem 50,5 cm, což vypovídá o délce kolem 5 metrů (plně dospělý exemplář by však byl větší, délka by činila asi 6,2 metru). Gregory Paul odhadl v roce 2010 délku tohoto teropoda na 5 metrů a hmotnost na 300 kilogramů.
Berberosaurus žil ve stejném ekosystému jako například sauropod Tazoudasaurus a další, dosud nepopsaný drobný marocký teropod (v současné době je zkoumán).